# Palais Lloyd

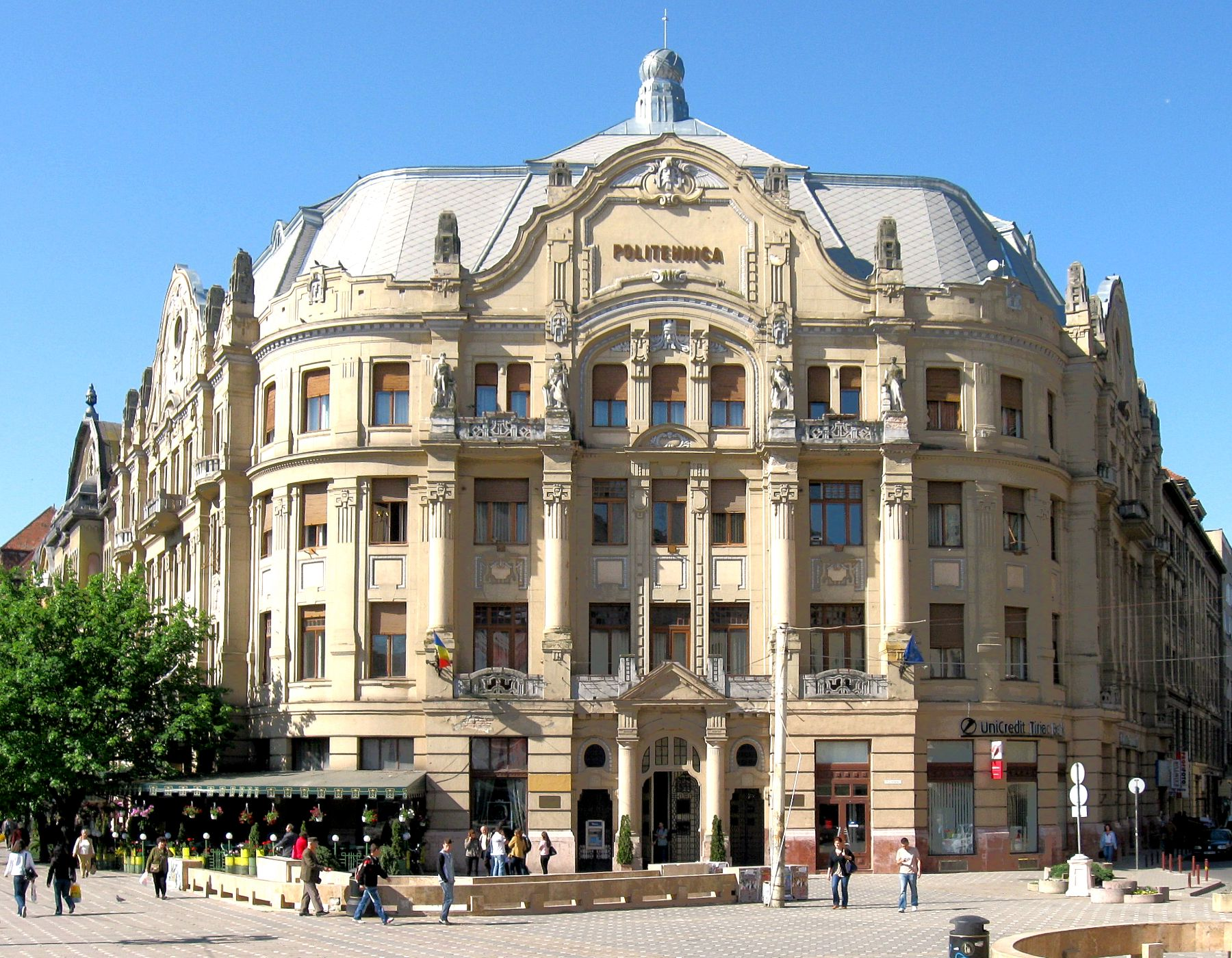
Das Palais Lloyd, 2009

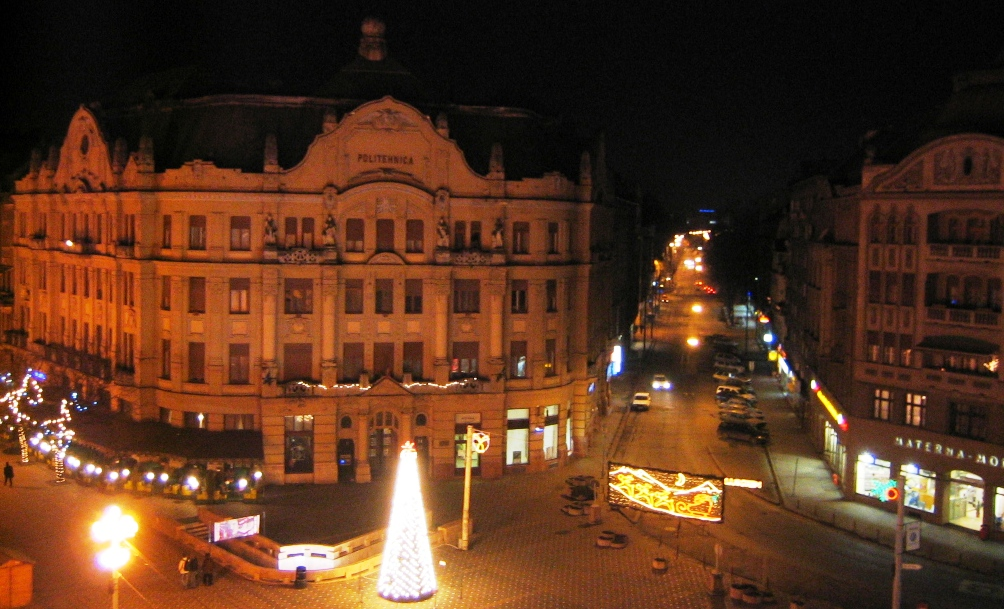
Das Palais Lloyd bei Nacht, 2006

Das Gebäude kurz nach seiner Entstehung, noch zu ungarischer Zeit

Das Palais Lloyd (rumänisch Palatul Lloyd), auch Schloss Lloyd oder Lloyd-Palast, ist ein denkmalgeschütztes dreistöckiges Gebäude an der Piața Victoriei der westrumänischen Stadt Timișoara. Es ist heute der Sitz des Rektorats der Polytechnischen Universität Timișoara.

## Geschichte
Das Gebäude wurde 1910–1912 nach den Plänen von Lipót Baumhorn in eklektizistischem Baustil mit Elementen des Barocks und des Jugendstils (Wiener Secession) errichtet. Im ersten Stock befand sich der Sitz der Lloyd’s of London mit einer Handelsbörse für Agrarprodukte.
Die zweiten und dritten Etagen wurden als Wohnungen genutzt. Der Oberbefehlshaber der deutschen Truppen in diesem Gebiet, Generalfeldmarschall August von Mackensen, hatte 1915 hier seinen Sitz und lebte im zweiten Stock des Gebäudes.
Im Erdgeschoss etablierte sich das Café Wien, zu dieser Zeit ein beliebter Treffpunkt für Schriftsteller, Journalisten und teilweise zwielichtige Geschäftemacher. Der rasende Reporter Egon Erwin Kisch zählte zu den Kunden des Hauses.
Nach dem Ersten Weltkrieg wurde es in Café Lloyd umbenannt.
Im Zuge der Arisierung jüdischen Vermögens 1940/1941 gelangte das Café in den Besitz von Hans Weresch und Josef Henz und wurde zu einem Treffpunkt der NS-Schickeria.
Infolge der Nationalisierung von 1948 wurde das Café Wien verstaatlicht und trug nacheinander die Namen „23. August“, „Ana Lugojana“ und „Timișoara“. Nach einer aufwendigen Renovierung in den 1980er Jahren wurde es zu einem Luxusrestaurant ausgebaut und war seitdem unter dem Namen „Bulevard“ zusammen mit dem Restaurant „Palace“ im Palais Dauerbach der ganze Stolz der Temeswarer Gastronomie.
Im Jahr 2000 wurde das Restaurant im Erdgeschoss mit einem Kostenaufwand von circa 500.000 Deutsche Mark zu einem Restaurant ausgebaut. Teile der Jugendstileinrichtung wie die hohen lindgrünen Stuckdecken, alte Kandelaber und Spiegelsäulen sind erhalten.

## Trivia
In Anlehnung an den Lloyd-Palast wird der Boulevard an der Piața Victoriei in der deutschen Bevölkerung auch Lloyd-Zeile genannt.